# Arrondissement Montargis
Das Arrondissement Montargis ist eine Verwaltungseinheit im Département Loiret innerhalb der französischen Region Centre-Val de Loire. Unterpräfektur ist Montargis.
Im Arrondissement liegen sechs Wahlkreise (Kantone) und 125 Gemeinden.

## Wahlkreise
- Kanton Châlette-sur-Loing
- Kanton Courtenay
- Kanton Gien
- Kanton Lorris
- Kanton Montargis
- Kanton Sully-sur-Loire (mit 5 von 23 Gemeinden)

## Gemeinden
Die Gemeinden des Arrondissements Montargis sind:
| 1. Adon (45001)                          | 2. Aillant-sur-Milleron (45002)      | 3. Amilly (45004)                      | 4. Autry-le-Châtel (45016)              |
| 5. Auvilliers-en-Gâtinais (45017)        | 6. Batilly-en-Puisaye (45023)        | 7. Bazoches-sur-le-Betz (45026)        | 8. Beauchamps-sur-Huillard (45027)      |
| 9. Beaulieu-sur-Loire (45029)            | 10. Bellegarde (45031)               | 11. Boismorand (45036)                 | 12. Bonny-sur-Loire (45040)             |
| 13. Breteau (45052)                      | 14. Briare (45053)                   | 15. Cepoy (45061)                      | 16. Cernoy-en-Berry (45064)             |
| 17. Chailly-en-Gâtinais (45066)          | 18. Châlette-sur-Loing (45068)       | 19. Champoulet (45070)                 | 20. Chantecoq (45073)                   |
| 21. Chapelon (45078)                     | 22. Château-Renard (45083)           | 23. Châtenoy (45084)                   | 24. Châtillon-Coligny (45085)           |
| 25. Châtillon-sur-Loire (45087)          | 26. Chevannes (45091)                | 27. Chevillon-sur-Huillard (45092)     | 28. Chevry-sous-le-Bignon (45094)       |
| 29. Chuelles (45097)                     | 30. Conflans-sur-Loing (45102)       | 31. Corbeilles (45103)                 | 32. Corquilleroy (45104)                |
| 33. Cortrat (45105)                      | 34. Coudroy (45107)                  | 35. Coullons (45108)                   | 36. Courtemaux (45113)                  |
| 37. Courtempierre (45114)                | 38. Courtenay (45115)                | 39. Dammarie-en-Puisaye (45120)        | 40. Dammarie-sur-Loing (45121)          |
| 41. Dordives (45127)                     | 42. Douchy-Montcorbon (45129)        | 43. Ervauville (45136)                 | 44. Escrignelles (45138)                |
| 45. Faverelles (45141)                   | 46. Feins-en-Gâtinais (45143)        | 47. Ferrières-en-Gâtinais (45145)      | 48. Fontenay-sur-Loing (45148)          |
| 49. Foucherolles (45149)                 | 50. Fréville-du-Gâtinais (45150)     | 51. Gien (45155)                       | 52. Girolles (45156)                    |
| 53. Gondreville (45158)                  | 54. Griselles (45161)                | 55. Gy-les-Nonains (45165)             | 56. La Bussière (45060)                 |
| 57. La Chapelle-Saint-Sépulcre (45076)   | 58. La Chapelle-sur-Aveyron (45077)  | 59. La Cour-Marigny (45112)            | 60. La Selle-en-Hermoy (45306)          |
| 61. La Selle-sur-le-Bied (45307)         | 62. Ladon (45178)                    | 63. Langesse (45180)                   | 64. Le Bignon-Mirabeau (45032)          |
| 65. Le Charme (45079)                    | 66. Le Moulinet-sur-Solin (45218)    | 67. Les Choux (45096)                  | 68. Lombreuil (45185)                   |
| 69. Lorris (45187)                       | 70. Louzouer (45189)                 | 71. Melleroy (45199)                   | 72. Mérinville (45201)                  |
| 73. Mézières-en-Gâtinais (45205)         | 74. Mignères (45206)                 | 75. Mignerette (45207)                 | 76. Montargis (45208)                   |
| 77. Montbouy (45210)                     | 78. Montcresson (45212)              | 79. Montereau (45213)                  | 80. Mormant-sur-Vernisson (45216)       |
| 81. Moulon (45219)                       | 82. Nargis (45222)                   | 83. Nesploy (45223)                    | 84. Nevoy (45227)                       |
| 85. Nogent-sur-Vernisson (45229)         | 86. Noyers (45230)                   | 87. Ousson-sur-Loire (45238)           | 88. Oussoy-en-Gâtinais (45239)          |
| 89. Ouzouer-des-Champs (45242)           | 90. Ouzouer-sous-Bellegarde (45243)  | 91. Ouzouer-sur-Trézée (45245)         | 92. Pannes (45247)                      |
| 93. Paucourt (45249)                     | 94. Pers-en-Gâtinais (45250)         | 95. Pierrefitte-ès-Bois (45251)        | 96. Poilly-lez-Gien (45254)             |
| 97. Préfontaines (45255)                 | 98. Presnoy (45256)                  | 99. Pressigny-les-Pins (45257)         | 100. Quiers-sur-Bézonde (45259)         |
| 101. Rozoy-le-Vieil (45265)              | 102. Saint-Brisson-sur-Loire (45271) | 103. Sainte-Geneviève-des-Bois (45278) | 104. Saint-Firmin-des-Bois (45275)      |
| 105. Saint-Firmin-sur-Loire (45276)      | 106. Saint-Germain-des-Prés (45279)  | 107. Saint-Gondon (45280)              | 108. Saint-Hilaire-les-Andrésis (45281) |
| 109. Saint-Hilaire-sur-Puiseaux (45283)  | 110. Saint-Martin-sur-Ocre (45291)   | 111. Saint-Maurice-sur-Aveyron (45292) | 112. Saint-Maurice-sur-Fessard (45293)  |
| 113. Sceaux-du-Gâtinais (45303)          | 114. Solterre (45312)                | 115. Thimory (45321)                   | 116. Thorailles (45322)                 |
| 117. Thou (45323)                        | 118. Treilles-en-Gâtinais (45328)    | 119. Triguères (45329)                 | 120. Varennes-Changy (45332)            |
| 121. Vieilles-Maisons-sur-Joudry (45334) | 122. Villemandeur (45338)            | 123. Villemoutiers (45339)             | 124. Villevoques (45343)                |
| 125. Vimory (45345)                      |                                      |                                        |                                         |

## Neuordnung der Arrondissements 2017

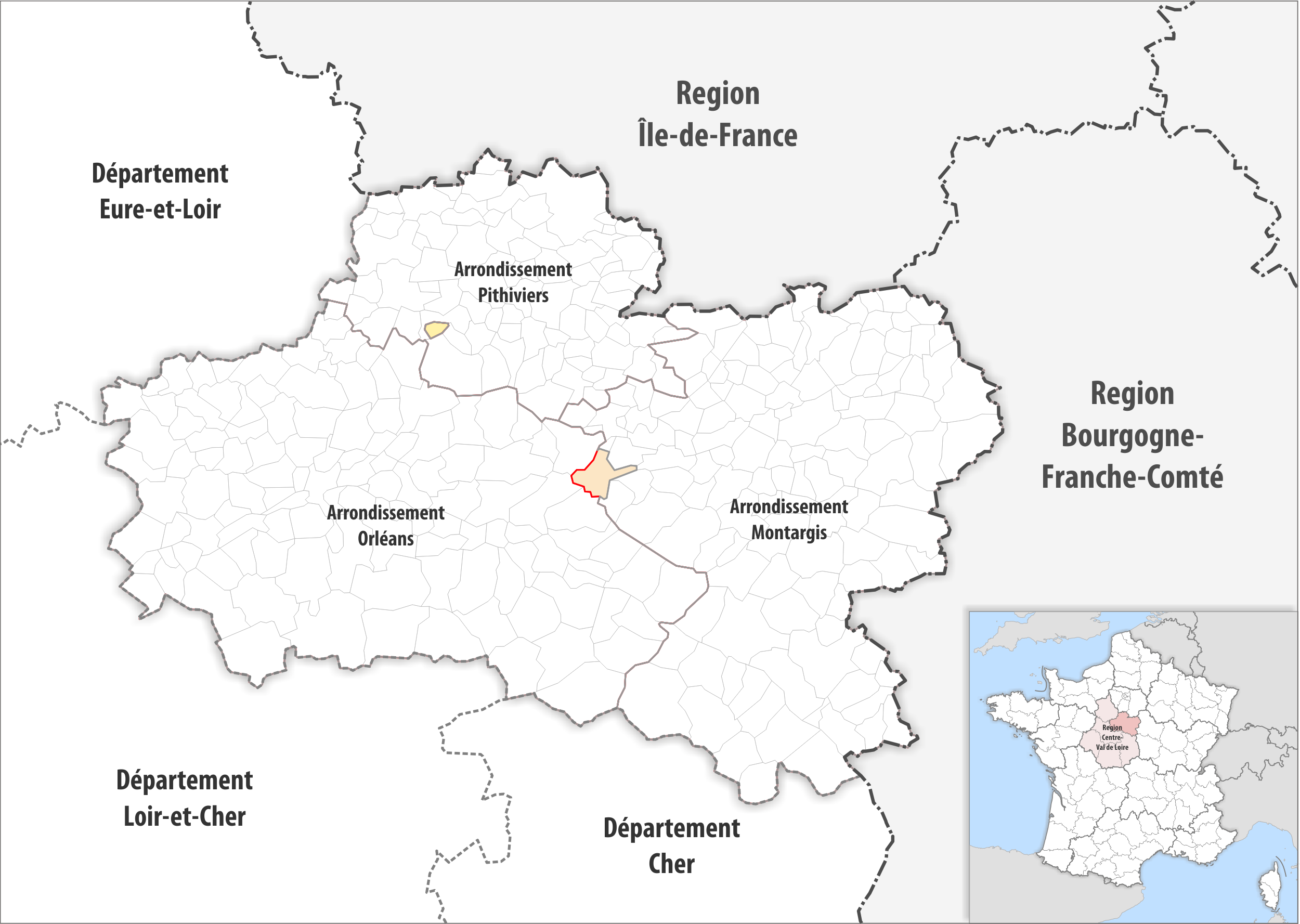
Arrondissementsanpassungen im Jahr 2017

Durch die Neuordnung der Arrondissements im Jahr 2017 wechselte die Gemeinde Châtenoy vom Arrondissement Orléans zum Arrondissement Montargis.

## Ehemalige Gemeinden seit 2015
- bis 2018: Saint-Loup-de-Gonois
- bis 2016: Douchy, Montcorbon

## Von 1926 bis 1942
Mit der Reform von 1926 wurde das Arrondissement Gien endgültig aufgelöst, das Arrondissement Pithiviers bis 1942. Dabei wurde das Arrondissement Montargis um die Kantone Briare, Châtillon-sur-Loire und Gien (siehe oben) sowie bis 1942 um die Kantone Beaune-la-Rolande und Puiseaux erweitert.